# Gran Premio Industria y Artigianato-Larciano 2024
La 46.ª edición de la clásica ciclista Gran Premio Industria y Artigianato-Larciano fue una carrera en Italia que se celebró el 8 de septiembre de 2024 con inicio y final en la ciudad de Larciano sobre un recorrido de 196,3 kilómetros. Dado a las condiciones climáticas adversas las últimas 3 vueltas al circuito final fueron canceladas, quedando en una distancia total de 168,8 kilómetros.
La carrera formó parte del UCI ProSeries 2024, calendario ciclístico mundial de segunda división, dentro de la categoría UCI 1.Pro y fue ganada por el suizo Marc Hirschi del UAE Emirates. Completaron el podio, como segundo y tercer clasificado respectivamente, el uruguayo Thomas Silva del Caja Rural-Seguros RGA y el italiano Diego Ulissi del UAE Emirates.

## Equipos participantes
Tomaron parte en la carrera 18 equipos: 3 de categoría UCI WorldTeam invitados por la organización, 9 de categoría UCI ProTeam, 5 de categoría Continental y la selección nacional de Italia. Formaron así un pelotón de 126 ciclistas de los que acabaron 88. Los equipos participantes fueron:
| WorldTeams (3)- EF Education-EasyPost - Movistar Team - UAE Team Emirates ProTeams (9)- Bingoal WB - Caja Rural-Seguros RGA - Corratec-Vini Fantini - Polti Kometa - Team Novo Nordisk - TotalEnergies - Q36.5 Pro Cycling Team - VF Group-Bardiani CSF-Faizané - TDT-Unibet Equipos continentales (5)- Petrolike - JCL Team Ukyo - Team Technipes #inEmiliaRomagna - Work Service-Vitalcare-Dynatek - MG.K Vis Colors For Peace Equipo nacional- Italia |
| |

## Clasificación final
- La clasificación finalizó de la siguiente forma:[3]

| \| Clasificación general \| Clasificación general \| Clasificación general \| Clasificación general \| Clasificación general \| \| Ciclista \| Ciclista \| Equipo \| Tiempo \| \| \| --------------------- \| --------------------- \| ---------------------- \| --------------------- \| --------------------- \| \| 1.º \| Marc Hirschi \| UAE Team Emirates \| 3 h 05 min 12 s \| \| \| 2.º \| Thomas Silva \| Caja Rural-Seguros RGA \| + 4 s \| \| \| 3.º \| Diego Ulissi \| UAE Team Emirates \| + 9 s \| \| \| 4.º \| Javier Romo \| Movistar Team \| + 9 s \| \| \| 5.º \| Simone Velasco \| Astana Qazaqstan Team \| + 12 s \| \| \| 6.º \| Vincenzo Albanese \| Arkéa-B&B Hotels \| + 12 s \| \| \| 7.º \| Mattéo Vercher \| TotalEnergies \| + 12 s \| \| \| 8.º \| Joel Nicolau \| Caja Rural-Seguros RGA \| + 12 s \| \| \| 9.º \| Gianluca Brambilla \| Q36.5 Pro Cycling Team \| + 12 s \| \| \| 10.º \| Giovanni Carboni \| JCLTeam Ukyo \| + 12 s \| \| |                    |                        |                 |
| |                    |                        |                 |
| Fuente: ProCyclingStats |                    |                        |                 |
| Clasificación general |                    |                        |                 |
| Ciclista | Ciclista           | Equipo                 | Tiempo          |
| 1.º | Marc Hirschi       | UAE Team Emirates      | 3 h 05 min 12 s |
| 2.º | Thomas Silva       | Caja Rural-Seguros RGA | + 4 s           |
| 3.º | Diego Ulissi       | UAE Team Emirates      | + 9 s           |
| 4.º | Javier Romo        | Movistar Team          | + 9 s           |
| 5.º | Simone Velasco     | Astana Qazaqstan Team  | + 12 s          |
| 6.º | Vincenzo Albanese  | Arkéa-B&B Hotels       | + 12 s          |
| 7.º | Mattéo Vercher     | TotalEnergies          | + 12 s          |
| 8.º | Joel Nicolau       | Caja Rural-Seguros RGA | + 12 s          |
| 9.º | Gianluca Brambilla | Q36.5 Pro Cycling Team | + 12 s          |
| 10.º | Giovanni Carboni   | JCLTeam Ukyo           | + 12 s          |

## UCI World Ranking
El Gran Premio Industria y Artigianato-Larciano otorgó puntos para el UCI World Ranking para corredores de los equipos en las categorías UCI WorldTeam, UCI ProTeam y Continental. Las siguientes tablas son el baremo de puntuación y los diez corredores que obtuvieron más puntos:
| Posición              | 1.º | 2.º | 3.º | 4.º | 5.º | 6.º | 7.º | 8.º | 9.º | 10.º | 11.º | 12.º | 13.º | 14.º | 15.º | 16.º-30.º | 31.º-40.º |
| Clasificación general | 200 | 150 | 125 | 100 | 85  | 70  | 60  | 50  | 40  | 35   | 30   | 25   | 20   | 15   | 10   | 5         | 3         |

| Clasificación |                    |                        |         |
| Posición      | Ciclista           | Equipo                 | General |
| ------------- | ------------------ | ---------------------- | ------- |
| 1.º           | Marc Hirschi       | UAE Emirates           | 200     |
| 2.º           | Thomas Silva       | Caja Rural-Seguros RGA | 150     |
| 3.º           | Diego Ulissi       | UAE Emirates           | 125     |
| 4.º           | Javier Romo        | Movistar               | 100     |
| 5.º           | Simone Velasco     | Selección de Italia    | 85      |
| 6.º           | Vincenzo Albanese  | Selección de Italia    | 70      |
| 7.º           | Mattéo Vercher     | TotalEnergies          | 60      |
| 8.º           | Joel Nicolau       | Caja Rural-Seguros RGA | 50      |
| 9.º           | Gianluca Brambilla | Q36.5                  | 40      |
| 10.º          | Giovanni Carboni   | JCL Ukyo               | 35      |